# Liste der Vorstandsmitglieder der Deutsche Bank AG
Der Vorstand der Deutschen Bank AG spielte in der deutschen Politik und Wirtschaftsgeschichte oft eine bedeutende Rolle. Diese Liste enthält die Vorstandsmitglieder der Deutschen Bank von 1870 bis 1945 und seit 1957, sowie die der Teilinstitute Norddeutsche Bank AG (NDB), Süddeutsche Bank AG (SDB) und Rheinisch-Westfälische Bank AG (RWB) von 1952 bis 1957.

## A
- Hermann Josef Abs, 1938–1945 und 1957–1967, Sprecher 1957–1967 (SDB 1952–1957)
- Josef Ackermann, 1996–2012, Sprecher/Vorsitzender 2002–2012

## B
- Hugo Bänziger, 2006–2012
- Erich Bechtolf, 1942–1945 und 1957–1959 (NDB 1952–1957)
- Werner Blessing, 1981–1987
- Alfred Blinzig, 1920–1934
- Carl von Boehm-Bezing, 1990–2001
- Clemens Börsig, 2001–2006
- Franz Boner, 1929–1932
- Paul Bonn, 1928–1930
- Rolf-Ernst Breuer, 1985–2002, Sprecher 1997–2002
- Peter Brunswig, 1933–1934
- Horst Burgard, 1971–1993

## C
- Ulrich Cartellieri, 1981–1997
- Friedrich Wilhelm Christians, 1965–1988, Sprecher 1976–1988
- Michael Cohrs, 2009–2010
- John A. Craven, 1990–1996
- John Cryan, 2015–2018

## D
- Pierre de Weck, 2002–2011
- Anthony Di lorio, 2006–2008
- Michael Dobson, 1996–2009

## E
- Robert Ehret, 1970–1985
- Michael Endres, 1988–1998

## F
- Selmar Fehr, 1923–1930
- Hans Feith, 1959–1976
- Thomas R. Fischer, 1999–2002
- Jürgen Fitschen, 2001–2002 und 2009–2016, Vorstandsvorsitzender 2012–2016
- Theodor Frank, 1929–1933
- Robert Frowein, 1943–1945 und 1957–1958 (SDB 1952–1957)

## G
- Fritz Gröning, 1957–1968 (RWB 1953–1957)
- Wilfried Guth, 1968–1985, Sprecher 1976–1985
- Arthur von Gwinner, 1894–1919, Sprecher 1910–1919

## H
- Karl Ritter von Halt, 1938–1945
- Kim Hammonds, 2016–2018[1]
- Manfred von Hauenschild, 1959–1972
- Elkan Heinemann, 1906–1923
- Karl Helfferich, 1908–1915
- Alfred Herrhausen, 1970–1989, Sprecher 1985–1989
- Tessen von Heydebreck, 1994–2007
- Eckart van Hooven, 1972–1991
- Heinrich Hunke, 1944–1945

## J
- Anshu Jain, 2009–2015, Vorstandsvorsitzender 2012–2015
- Hans Janberg, 1957–1970 (RWB 1953–1957)
- Paul Jonas, 1881–1887

## K
- Hermann Kaiser, 1872–1875
- Werner Kehl, 1928–1932
- Johannes Kiehl, 1938–1944
- Karl Kimmich, 1933–1942, Sprecher 1940–1942
- Karl Klasen, 1957–1969, Sprecher 1967–1969 (NDB 1952–1957)
- Andreas Kleffel, 1963–1982
- Carl Klönne, 1900–1914
- Rudolf von Koch, 1878–1909, Sprecher 1901–1909
- Hilmar Kopper, 1977–1997, Sprecher 1989–1997
- Stefan Krause, 2008–2015
- Jürgen Krumnow, 1988–1999
- Georg Krupp, 1985–1998

## L
- Hermann-Josef Lamberti, 1999–2012
- Stephan Leithner, 2012–2015
- Hans Leibkutsch, 1968–1979
- Stuart Lewis, 2012–2022
- Bernd Leukert, seit 2020

## M
- Paul Mankiewitz, 1898–1923, Sprecher 1919–1923
- Sylvie Matherat, 2015–2019
- Klaus Mertin, 1971–1988
- Carl Michalowsky, 1908–1927
- Paul Millington-Herrmann, 1911–1928
- Edson Mitchell, 2000
- Andreas Friedrich Mölle, 1871–1872
- James von Moltke, seit 2017
- Nicolas Moreau, 2016–2018
- Eduard Mosler, 1929–1939, Sprecher 1934–1939

## N
- Berthold Naphtali, 1911
- Rainer Neske, 2009–2015

## O
- Heinz Osterwind, 1957–1971

## P
- Kevin Parker, 2000–2011
- Michael Philipp, 2000–2002
- Clemens Plassmann, 1940–1945 und 1957–1960 (RWB 1952–1957)
- Wilhelm Platenius, 1870–1870

## R
- Jean Baptist Rath, 1957–1958 (RWB 1952–1957)
- Christiana Riley, 2020–2023[2]

- Henry Ritchotte, 2012–2016
- Garth Ritchie, 2016–2019
- Karl von Rohr, 2015―2023[2]
- Oswald Rösler, 1933–1945, Sprecher 1943–1945 (RWB 1952–1957)
- Ludwig Roland-Lücke, 1894–1900 und 1901–1903 und 1905–1907
- Hans Rummel, 1933–1945

## S
- Gustaf Schlieper, 1929–1937
- Oscar Schlitter, 1912–1932
- Ronaldo Schmitz, 1991–2000
- Ellen Schneider-Lenné, 1988–1996
- Gustav Schröter, 1906–1925
- Christian Sewing, seit 2015, Vorstandsvorsitzender seit 2018
- Georg von Siemens, 1870–1900, Sprecher 1870–1900
- Stefan Simon, seit 2020
- Karl Ernst Sippell, 1933–1945
- Georg Solmssen, 1929–1934, Sprecher 1933
- Frank Strauß, 2017–2019
- Emil Georg von Stauß, 1915–1932
- Werner Steinmüller, 2016–2020
- Max Steinthal, 1873–1905

## T
- Hans-Otto Thierbach, 1971–1980
- Walter Tron, 1957–1962 (SDB 1952–1957)

## U
- Franz Heinrich Ulrich, 1957–1976, Sprecher 1967–1976 (NDB 1952–1957)

## V
- Wilhelm Vallenthin, 1959–1975

## W
- Hermann Wallich, 1870–1894
- Oscar Wassermann, 1912–1933, Sprecher 1923–1933
- Wefers, Dieter, Direktor
- Ulrich Weiss, 1979–1998
- Fritz Wintermantel, 1933–1945
- Norbert Walter, Chefvolkswirt von 1990 bis 2009

## Z
- Herbert Zapp, 1977–1994